# レオナールト・ブラーメル
レオナールト・ブラーメル（Leonaert Bramer、1596年12月24日 - 1674年2月10日）はオランダの画家である。風俗画や宗教、神話を題材にした絵画を描いた。夜の場面を描くことが得意で、イタリアでは「Leonardo della Notte（夜のレオナルド）」と呼ばれた。

## 略歴
デルフトで生まれた。18歳になった1614年からデルフトを出て、フランスのアラス、アミアン、パリ、マルセイユ、ジェノアなどに滞在しながら1616年のローマに移った。ローマで活動するオランダやフランドル出身の画家達のグループ、「Bentvueghels」を形成した最初の一人で、オランダのゴーダ出身の画家、バウター・クラベト(Wouter Crabeth II :1594-1622)と一緒に暮らし、レーワルデン出身の画家ウィブランド・デ・ヘースト(Wybrand de Geest:1592–c.1661)と親しい友人であった。1627年までローマを主な活動場所とし、マントヴァやヴェネツィアも訪れ、イタリアの画家ドメニコ・フェッティと活動した。イタリアでは夜の場面を描くことが得意なために「Leonardo della Notte（夜のレオナルド）」と仇名された。
1628年にローマを去って、1629年にデルフトに戻った。デルフトの画家組合に入会し、1629年に民兵組織(Schutterij)に加わった。 デルフトではオラニエ公フレデリック・ヘンドリックを含むオラニエ家の人々や、デルフトの名士から絵の注文を受けた。タペストリーのデザインもし、知事公邸などの壁画も描いた。
1648年から再びローマで働いた。
有名な画家、ヨハネス・フェルメールとの結婚に反対する結婚相手の家族を説得し、結婚立会人を務めたことなどから、フェルメールがブラーメルの弟子であったとされることもある。
ブラーメルはデルフトで死去した。

## 作品

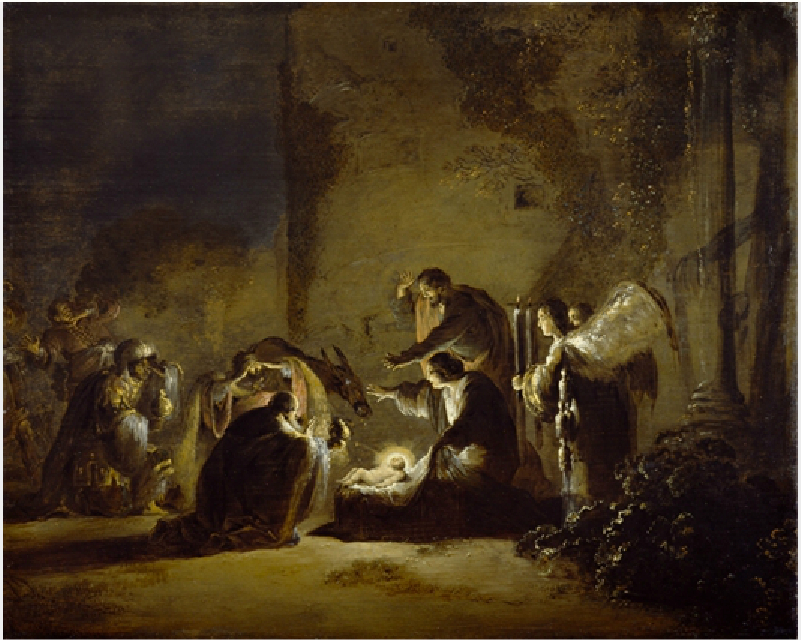
「東方三博士の礼拝」(1633/1635)
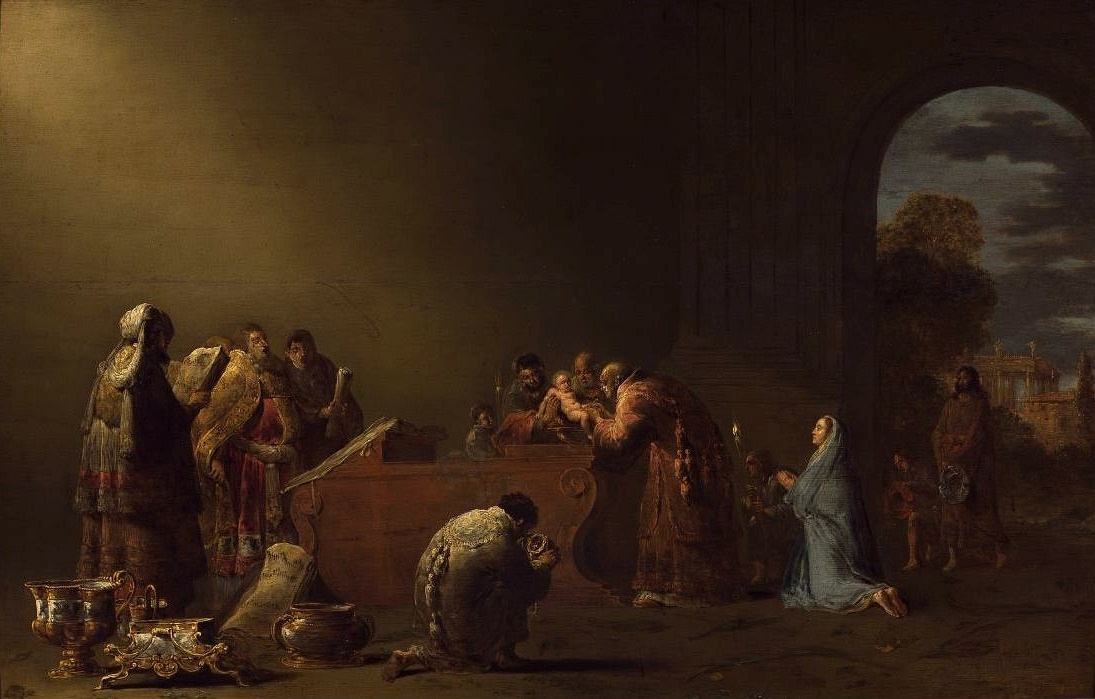
「キリストの割礼」 (1640年代)
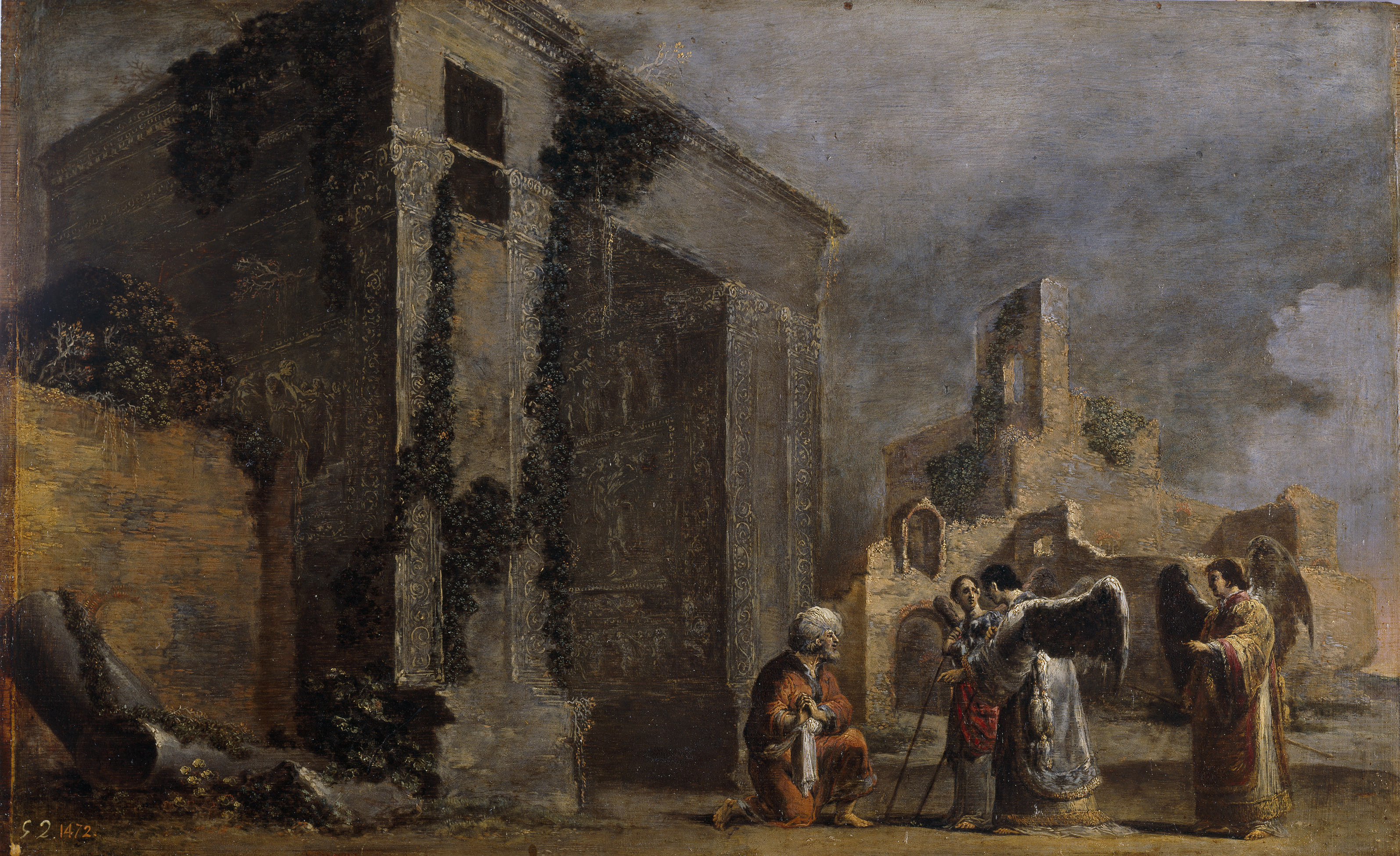
「アブラハムと三人の天使」 (1640)